# Audra Mae
Audra Mae (Oklahoma City, 20 de fevereiro de 1984) é uma cantora e compositora norte-americana. Inicialmente, ficou conhecida por compor a faixa "Who I Was Born to Be", gravada por Susan Boyle para o disco I Dreamed a Dream (2009). Em 2013, gravou "Addicted to You", com Avicii, cuja parceria se tornou bem-sucedida nas tabelas musicais. Desde então, tem trabalhado como compositora para artistas como Céline Dion, Christina Aguilera e Kelly Clarkson.